# تپه سبز سیدآباد
تپه سبز سیدآباد مربوط به عصر آهن - دوره هخامنشی - دوره اشکانیان است و در شهرستان ازنا، بخش جاپلق، دهستان جاپلق شرقی، ۵۵۰ متری غرب روستای سیدآباد واقع شده و این اثر در تاریخ ۷ اسفند ۱۳۸۶ با شمارهٔ ثبت ۲۱۳۴۳ به‌عنوان یکی از آثار ملی ایران به ثبت رسیده است.